# Кім Сольхьон
Кім Сольхьон (кор. 김설현, 金雪炫, нар. 3 січня 1995, Пучхон, провінція Кьонгі, Республіка Корея) — південнокорейська акторка та співачка, одна з учасниць популярного гурту AOA.

## Біографія
Кім Сольхьон народилася 3 січня 1995 року у південнокорейському місті Пучхон, що знаходиться між Сеулом та Інчхоном. У 2010 році вона взяла участь у конкурсі моделей на якому були присутні агенти по підбору талантів, Сольхьон вдалося привернути їх увагу та потрапити на прослуховування у агентство FNC Entertainment. Незабаром вона знялася у музичному кліпі на пісню «Severely» популярного гурту F.T. Island. У кінці липня 2012 року Сольхьон дебютувала як одна з учасниць музичного гурту AOA, а вже восени того ж року вона розпочала свою акторську кар'єру зі зйомок у серіалі вихідного дня «Моя донька Сойон».
Зростання популярності акторки пов'язане з головною роллю у підлітковому серіалі «Апельсиновий мармелад» 2015 року, незважаючи на низький рейтинг якого глядачам запам'яталася акторська гра Сольхьон. У тому ж році вона зіграла свою першу роль у кіно у фільмі «Каннамський блюз», за роль в якому вона отримала свої перші нагороди. У 2017 році вона отримала роль у історичному фільмі «Велика битва», прем'єра якого відбулася у вересні 2018 року. Також Сольхьон отримує багато пропозицій зніматися у рекламі від найвідоміших брендів.

## Фільмографія

### Телевізійні серіали
| Рік       | Назва                   | Роль       | Мережа         |
| --------- | ----------------------- | ---------- | -------------- |
| 2012      | «Моя донька Со Йон»     | Со Ин Су   | KBS2           |
| 2013      | «Грізні попередження»   | Кон На Рі  | SBS            |
| 2015      | «Апельсиновий мармелад» | Пек Ма Рі  | KBS2           |
| 2019      | «Моя країна: Новий час» | Хан Хї Чже | JTBC           |
| 2020-2021 | «Пробудись»             | Кон Хе Вон | tvN            |
| 2022      | «Список покупок вбивці» | До А Хї    | tvN            |
| 2022      | «Літній страйк»         | Лі Йо Рим  | Genie TV / ENA |

### Фільми
| Рік  | Назва              | Роль      |
| ---- | ------------------ | --------- |
| 2015 | «Каннамський блюз» | Кан Сонхі |
| 2017 | «Мемуари вбивці»   | Кім Инхї  |
| 2018 | «Велика битва»     | Пекха     |

### Шоу
- 2015 — «Хоробра родина»[en] на телеканалі KBS2.
- 2016 — «Закон джунглів»[en] на телеканалі SBS.
- 2018 — «Не та сама людина, яку ви знали»[en] на телеканалі Mnet.

### Ведуча
- 2015 — «Премія розваг KBS», разом з Сін Дон Йопом[en] та Сон Сі Кьоном[en]
- 2016 — «Пісенний фестиваль KBS», разом з Пак Бо Гомом
- 2017 — «One K» концерт у Манілі, разом з Чхве Мінхо

## Нагороди
| Рік  | Нагорода                                  | Категорія                                   | Робота                  | Результат | Прим.  |
| ---- | ----------------------------------------- | ------------------------------------------- | ----------------------- | --------- | ------ |
| 2015 | 51-ша Премія мистецтв Пексан              | Краща нова кіноакторка                      | «Каннамський блюз»      | Номінація |        |
| 2015 | 8-а Премія корейської драми               | Краща нова акторка                          | «Апельсиновий мармелад» | Номінація |        |
| 2015 | 52-га Премія Великий дзвін                | Краща нова акторка                          | «Каннамський блюз»      | Номінація |        |
| 2015 | 36-та Премія Блакитний дракон             | Краща нова акторка                          | «Каннамський блюз»      | Номінація |        |
| 2015 | 36-та Премія Блакитний дракон             | Популярна зірка                             | «Каннамський блюз»      | Перемога  | [ 7 ]  |
| 2015 | 4-та Премія «Зірок МААТР»                 | Краща нова акторка                          | «Апельсиновий мармелад» | Номінація |        |
| 2015 | 14-та Премія розваг KBS                   | Кращий новачок                              | «Хоробра родина»        | Перемога  |        |
| 2015 | 29-та Премія KBS драма                    | Краща нова акторка                          | «Апельсиновий мармелад» | Номінація |        |
| 2015 | 29-та Премія KBS драма                    | Нагорода за популярність (акторки)          | «Апельсиновий мармелад» | Перемога  | [ 8 ]  |
| 2015 | 29-та Премія KBS драма                    | Краща пара разом з Йо Чін Ку                | «Апельсиновий мармелад» | Номінація |        |
| 2016 | InStyle Star Icon                         | Краще тіло жінки зірки                      |                         | Номінація |        |
| 2016 | 13-та Премія Seoul TV CF                  | Модель року                                 | Перемога                | [ 9 ]     |        |
| 2016 | 5-й Кінофестиваль Marie Claire            | Нагорода новачку                            | «Каннамський блюз»      | Перемога  | [ 10 ] |
| 2016 | 11-та Премія Max Movie                    | Висхідна зірка                              | «Каннамський блюз»      | Перемога  | [ 11 ] |
| 2016 | 10-та Азійська кінопремія                 | Кращий новачок                              | «Каннамський блюз»      | Номінація |        |
| 2016 | 8-а Премія Азійська ікона стилю           | Дивовижний синдром                          |                         | Перемога  | [ 12 ] |
| 2016 | Премія Корейської асоціації рекламодавців | Краща модель                                | Перемога                | [ 13 ]    |        |
| 2016 | 10-та Премія розваг SBS                   | Краший артист                               | «Закон джунглів»        | Перемога  |        |
| 2016 | 2-га Премія Fashionista                   | Best Fashionista у категорії Червоний килим |                         | Номінація | [ 14 ] |
| 2017 | 6-та Премія KOPA & Nikon Press Photo      | Найбільш фотогенічна зірка року             | Перемога                | [ 15 ]    |        |
| 2017 | 1-а Сеульська премія                      | Краща нова кіноакторка                      | «Мемуари вбивці»        | Номінація |        |
| 2017 | 3-я Премія Fashionista                    | Best Fashionista у категорії Червоний килим |                         | Номінація | [ 16 ] |
| 2018 | 55-та Премія Великий дзвін                | Woori Bank Star Award                       | Перемога                | [ 17 ]    |        |
| 2018 | 3-тя Премія азійський артист              | Нова хвиля                                  | Перемога                | [ 18 ]    |        |